# Роза Майредер
Роза Майредер (англ. Rosa Mayreder; 30 листопада 1858, Відень, Австрійська імперія — 19 січня 1938, Відень) — австрійська письменниця, художниця, музикантка і феміністка, що відзначалася вільнодумством. Стала першою жінкою, допущеною в клуб акварелістів, а її роботи виставлялися у віденському Будинку художників. Співзасновниця мистецької школи для дівчаток і жінок, а також Загальної австрійської асоціації жінок. У 1928 році отримала звання почесного громадянина Відня.

## Життєпис
Роза Майредер народилася 30 листопада 1858 року в родині Франца Арнольда Обермаєра, власника процвітаючої таверни і його другої дружини Марі. Розповіді Рози про свою сім'ю, в якій панувала позитивна атмосфера і де її розуміли як особистість, записані в серії щоденникових записів, перший з яких датований 28 квітня 1873 року; на той час дівчинці було 14 років. Її автобіографічні записи в особистому щоденнику охоплювали широке коло тем — від повсякденного життя до почуттів, у тому числі, пов'язаних з війною.
Майредер здобула освіту, типову для людей її кола. Приватні репетитори вчили її грі на фортепіано, співу, французької мови і малюванню. Однак Роза заздрила своїм менш схильним до навчання братам у тому, що у них було більше можливостей здобути кращу освіту. І хоча її батько з консервативними поглядами не вірив в освіту для дівчаток, все ж дозволив Розі бути присутньою на уроках грецької та латинської мов одного з її братів. Пізніше вплив цього навчання стане очевидним, оскільки Майредер повстане проти усталеної системи отримання жіночої освіти у представниць середнього класу. Пізніше Роза також піддасть критиці подвійні сексуальні стандарти та проституцію. Одним із прикладів її бунту було рішення ніколи не носити корсет, яке вона вперше озвучила у 18-річному віці. Цей акт непокори був не тільки соціальним, а й особистим психологічним нападом на її матір, яка вважала, що обов'язок жінки — надихатися почуттям власної гідності від чоловіка і синів.
У дорослому віці Роза Майредер познайомилася із безліччю художників, письменників і філософів. Однією із найвпливовіших подій, які значно вплинули на майбутнє жінки, стали її часті зустрічі з Йозефом Сторком у Віденському університеті прикладних мистецтв, Рудольфом фон Вальдхаймом, Фрідріхом Екштейном, а також з її братами: Карлом, Юліусом і Рудольфом. Крім того, значний вплив на неї справили праці Ніцше, Гете і Канта. Знайомство з такими визначними людьми дозволило Розі Мейредер створити товариство однодумців, які визнавали відмінності між чоловіками і жінками в суспільстві, і заохочувала їх до обговорення актуальних на той час соціальних питань.
У 1881 році Роза вийшла заміж за архітектора Карла Майредера, який згодом став ректором технічного університету у Відні. Шлюб був гармонійним, але бездітним. У 1883 році Роза зробила аборт, а також у неї було два романи, які вона детально описує в своїх щоденниках. Карл внаслідок цього страждав депресіями, починаючи з 1912 року й до своєї смерті в 1935 році.

## Фемінізм, мистецтво і література

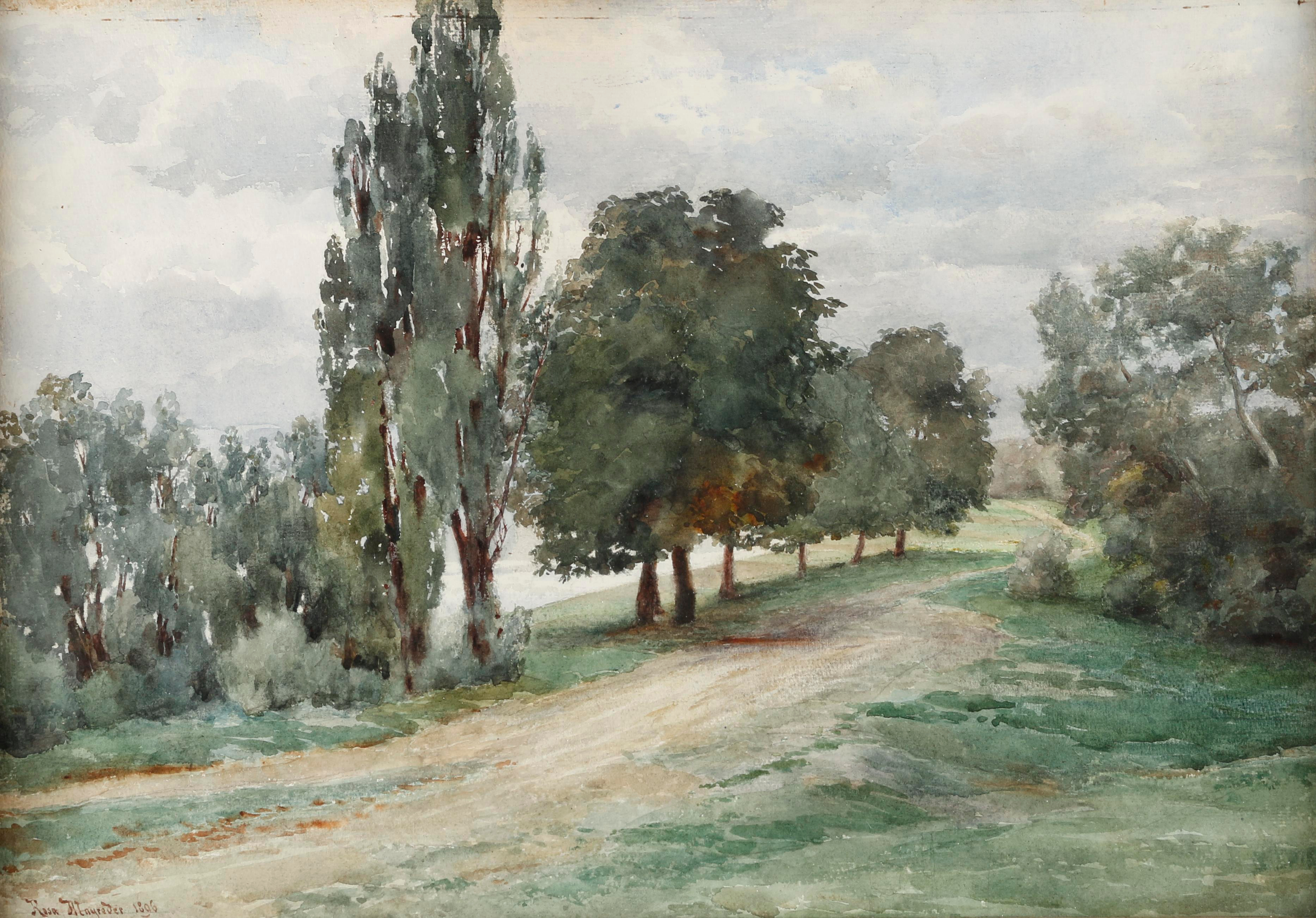
Ландшафт, 1896, Dorotheum, Австрія

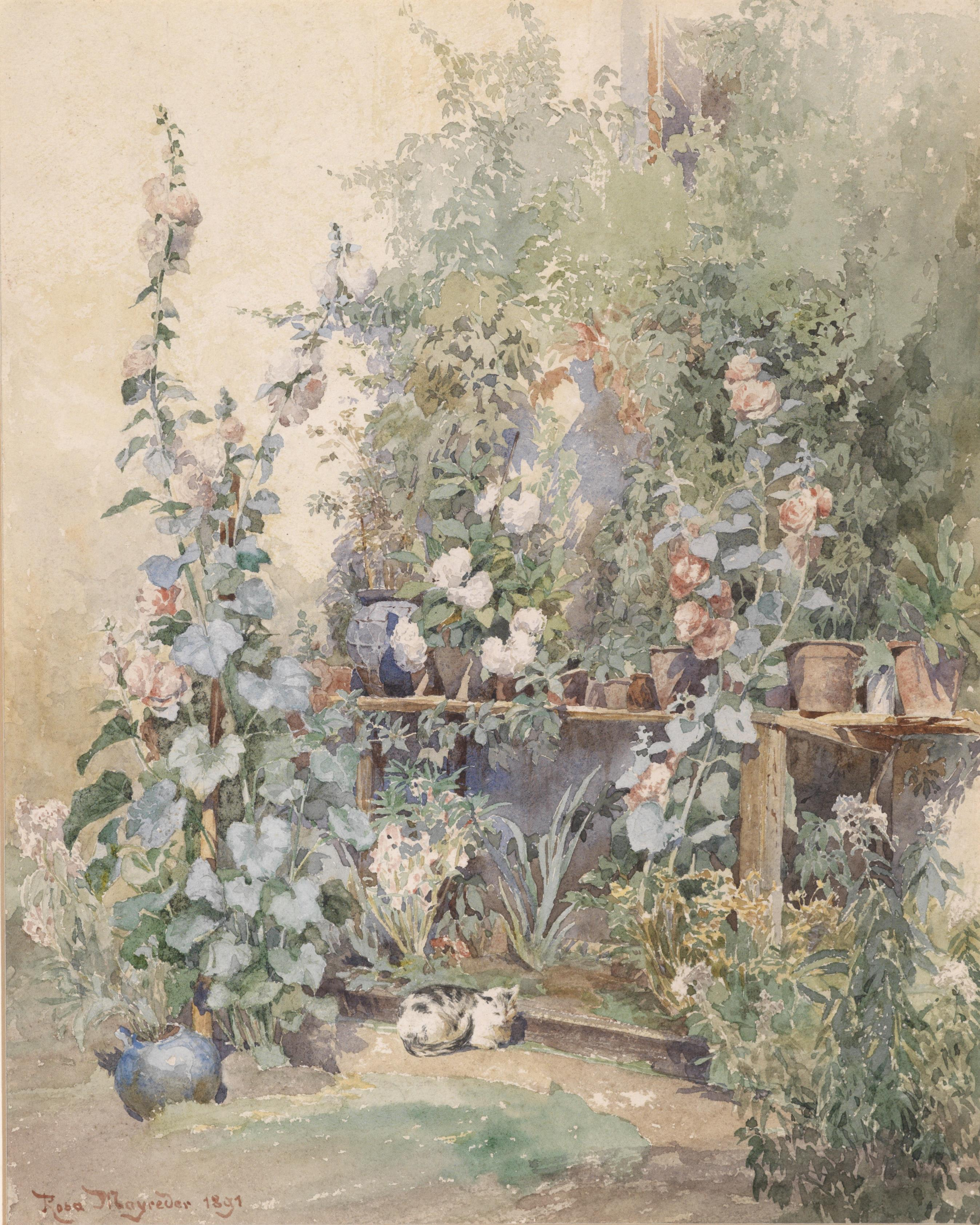
Садові лілії з кошенятами, 1891, Dorotheum, Австрія

Роза Майредер була радикальним критиком патріархальних структур суспільства. Впродовж всього свого дорослого життя вона висловлювала особисте розчарування відсутністю справжнього самовираження для жінок протягом всієї історії людства. Значна частина її критичних зауважень на адресу суспільства була спрямована на реформування дисбалансу між чоловіками й жінками і розширення ролей, які жінки могли б займати і виконувати в суспільстві. Майредер вважала боротьбу за права жінок своїм покликанням у житті, і розуміла, що її спроби боротися зі статусом-кво були новаторськими для того часу. Часто її звинувачували в тому, що вона була «синьою панчохою» або вела себе неналежним чином, проте вона продовжувала відкрито критикувати своє оточення.
Майредер опублікувала дві літературні праці: Zur Kritik der Weiblichkeit (Критикам жіночності, 1905 рік, збірка есе, де спростовувалися цитати «прийнятих» суспільством філософів і виражалася авторитетна підтримка в стилі ідеалів 17 та 18 століть) і Geschlecht und Kultur (Стать і культура, 1923 рік, остання робота Рози, в якій критикувалися подвійні стандарти і дискримінація у відношенні до жінок). Також вийшла друком автобіографія під назвою Das Haus in der Landskrongasse.
Крім письменства, Майредер захоплювалася живописом і стала першою жінкою, допущеною в клуб акварелістів. У 1981 році одна з її акварельних робіт демонструвалася на щорічній виставці у Віденському будинку художників. Крім того, Роза заснувала художню школу для дівчаток і жінок, спільно з Ольгою Праґер, Маріан Хайніш, Тіною Блау і Карлом Федерном.
Роза Майредер стала однією із засновниць Загальної австрійської асоціації жінок (1902). Активістка руху за права жінок Марі Ланг познайомила Розу з Рудольфом Штайнером, з яким та тривалий час листувалися. У Рози встановилися теплі дружні стосунки з Гуго Вольфом, і вона переробила одне зі своїх оповідань на лібрето до його опери Der Corregidor, яка була вперше виконана в Мангаймі в 1896 році. У ці роки Роза опублікувала свій перший роман Aus meiner Jugend (З моєї юності). Пізніше вона познайомилася з Маріанною Хайніш, з якою згодом працювала в австрійській жіночої асоціації «Загальний австрійський жіночий клуб».
Роза Майредер була єдиною жінкою-засновницею соціологічної асоціації Відня, створеної в 1907 році. Під час Першої світової війни брала участь в русі за мир і в 1919 році була обрана головою Міжнародної жіночої ліги за мир і свободу (IFFF).

## Погляди на філософію Ніцше
У своїх ранніх публікаціях, присвячених різним соціальним питанням, таким як фемінізм та громадянське здоров'я, Майредер з ентузіазмом оцінювала філософські роздуми Ніцше. У більш пізніх своїх роботах наприкінці 1920-тих років вона стала критичніше ставитися до праць Ніцше, а також до ексцесів виникаючого культу навколо його філософії; однак не відмовилася від своєї загальної позитивної оцінки філософських поглядів Ніцше.

## Книги
- Аскетизм і чуттєвість
- Ідол[17]